# Lengdorf
Lengdorf è un comune tedesco di 2 691 abitanti, situato nel land della Baviera.